# Château de Villargeault
Le château de Villargeault est situé sur la commune de L'Abergement-Sainte-Colombe en Saône-et-Loire, en terrain plat. Ici fut édifié l'un des plus anciens et des plus importants châteaux de la Bresse chalonnaise.

## Description
Cernée de fossés encore en eau sur trois côtés, la motte, de plan ovale, ne porte plus qu'un logement de garde à l'est et au sud-ouest, une demeure en brique couverte d'ardoises, consistant en un corps central de plan rectangulaire sous un toit brisé, entre deux pavillons constituant vers le nord deux courtes ailes en retour d'équerre. Dans les angles qu'ils forment au sud avec le corps central, s'élèvent deux tourelles d'escalier circulaires. Une terrasse à appui-corps en fer forgé règne devant la façade méridionale.
Au sud-est, se trouve une belle ferme en appareil à pans de bois bâtie au XVIIe siècle.
Le château, propriété privée, ne se visite pas.

## Historique
- 1319 : Le fief appartient à Jeanne de Tenarre.
- 1371 : Guillaume de Sercey vend la seigneurie à Guillaume de La Marche, dont le fils épousera Flore de Sercey.
- début XVIe siècle : le château appartient à Jacques Arbaleste.
- 1550 : Jean de Ferrière en est propriétaire.
- Seconde moitié du XVIe siècle : la seigneurie passe aux Clugny.
- 1655 : les précédents lèguent la terre à François de Montet, dont les descendants vont le conserver un peu moins d'un siècle.
- 1737 : le domaine est acquis par Étienne de Ganay, seigneur de Bellefond.
- Milieu du XVIIIe siècle : la fille du précédent apporte le bien en dot à Charles-Louis de La Rodde.
- Avant la Révolution : le château brûle accidentellement.
- XIXe siècle : les ruines sont abattues.
- 1888 : un petit château est bâti sur la motte primitive.
- XXe siècle : propriété de M. Arnoulx de Pirey.
- 2003 :propriété de la famille Alex Willms, Maître sellier, écuyer, cavalier de concours et de spectacles équestres internationaux.

### Armoiries
- Sercey :  D'argent à la croix de gueules, chargée de cinq roses d'argent
- Clugny : D'azur à deux clefs d'or, adossées et posées en pal, les pannetons en haut et les anneaux travaillés en losanges, pommetés et enlacés
- Ganay : D'or à l'aigle de sable
- La Rodde : D'azur à une roue d'or au chef d'argent, chargé de trois chevrons de gueules, posés en fasce